# Ambassade d'Ukraine au Canada
 (mai 2025).
L'ambassade d'Ukraine à Ottawa est la représentation diplomatique de l'Ukraine auprès du Canada. Son siège est situé au 310, rue Somerset West à Ottawa. Depuis le 21 mars 1993, l'Ukraine a également un consulat général à Toronto et depuis le 7 septembre 2018 un consulat général à Edmonton. L'ambassadrice, depuis 2022, est Yulia Kovaliv.

## Histoire
Le Canada a été le premier pays occidental à reconnaître l'indépendance de l'Ukraine le 2 décembre 1991. L'existence d'une grande communauté ukrainienne-canadienne a conduit à des relations étroites et continues entre les deux nations. L'ambassade d'Ukraine a été créée le 3 mai 1992. À l'origine dans des appartements loués, il a ensuite déménagé dans un édifice patrimonial au 331, rue Metcalfe, qui a été acheté grâce aux dons de Canadiens d'origine ukrainienne.

## Liste des ambassadeurs
- Alexeï A. Rodionov (chargé d'affaires) (1991 - 1992)
- Levko Loukianenko (14 mai 1992 - 15 octobre 1993)
- Victor Batiouk (1994 - 17 janvier 1996)
- Volodymyr Fourkalo (24 janvier 1996 - 15 octobre 1998)
- Volodymyr Khandohy (22 octobre 1998 - 11 décembre 1999)
- Iouri Chtcherbak (9 mars 2000 - 7 avril 2003)
- Mykola Maïmeskoul (20 mars 2004 - 7 février 2006)
- Ihor Ostach (11 septembre 2006 - 16 juin 2011)
- Mikhaïlo Khomenko (chargé d'affaires) (2011 - 2012)
- Marko Chevtchenko (chargé d'affaires) (2012)
- Vadym Prystaïko (8 novembre 2012 - 26 novembre 2014)
- Marko Chevtchenko (chargé d'affaires) (27 novembre 2014 - 2015)
- Andriy Chevtchenko (24 septembre 2015 - 25 août 2021
- Youlia Kovaliv (9 mars 2022 - aujourd'hui)